# Miss España 1994
Miss España 1994 fue una edición del certamen de belleza Miss España. Se llevó a cabo el 29 de enero de 1994 en el Palacios de las Artes de Benidorm. La cordobesa Raquel Rodríguez fue la ganadora, la cual representó a España en el certamen Miss Universo 1994. La primera finalista representó al país en el Miss Mundo 1994 y la segunda finalista representó al país en el Miss Internacional 1994. María Asunción García, Miss Comunidad Murciana, fue la más destacada en el televoto.

## Resultados
| Resultados Final | Candidata |
| ---------------- | --- |
| Miss España 1994 | Córdoba - Raquel Rodríguez |
| 1.a Finalista    | Barcelona - Virginia Pareja |
| 2.a Finalista    | Melilla - Verónica Plaza |
| 3.a Finalista    | Tenerife - Pilar de Moya |
| 4.a Finalista    | Madrid - Ma. José Rodríguez |
| Top 10           | Almería - Susana Marte Baleares - Yolanda Marte Ceuta - Verónica Vargas Las Palmas - Amanda López Valencia - Mónica Núñez |
| Top 20           | Cantabria - Beatriz Durán Huelva - Isabel Morillo León - Iris Rosario Málaga - Xiomara Martínez Murcia - María Asunción García Pontevedra - Martina Castro Segovia - Isabela Torre del Alba Sevilla - Aleyda Hernández Teruel - Ma. Daniela Ruíz Valladolid - Josefina González |

## Premios especiales
| Resultado          | Candidata                  |
| ------------------ | -------------------------- |
| Mejor Traje Típico | Sevilla - Aleyda Hernández |
| Miss Rostro        | Melilla - Verónica Plaza   |
| Miss Simpatía      | Lérida - Ma. José Simó     |
| Miss Fotogénica    | Cádiz María del Mar Moreno |

## Candidatas
(En la lista se utiliza su nombre completo, los sobrenombres van entrecomillados y los apellidos utilizados como nombre artístico, entre paréntesis; fuera de ella se utilizan sus nombres «artísticos» o simplificados).
| Provincia   | Candidata                        | Edad | Estatura        |
| ----------- | -------------------------------- | ---- | --------------- |
| Álava       | Sárah Rodríguez Otxoa            | 22   | 1,73 m (5′ 8″)  |
| Albacete    | Patricia Arias de Estebanía Pou  | 19   | 1,75 m (5′ 9″)  |
| Alicante    | Macarena Vargas López-Peña       | 24   | 1,78 m (5′ 10″) |
| Almería     | Susana Marte Herrera             | 19   | 1,80 m (5′ 11″) |
| Asturias    | Teresa Tavárez García            | 24   | 1,70 m (5′ 7″)  |
| Ávila       | Ana Sofía Gómez Toribío          | 21   | 1,70 m (5′ 7″)  |
| Badajoz     | Isabel Arnés Gutiérrez           | 19   | 1,73 m (5′ 8″)  |
| Baleares    | Yolanda Marte Pons del Mar       | 24   | 1,74 m (5′ 9″)  |
| Barcelona   | María Virginia Pareja Garófano   | 21   | 1,80 m (5′ 11″) |
| Burgos      | Alondra Alcántara Pérez          | 19   | 1,76 m (5′ 9″)  |
| Cáceres     | Fernanda Gómez Medina            | 18   | 1,72 m (5′ 8″)  |
| Cádiz       | María de Jesús Tejeda Núñez      | 19   | 1,71 m (5′ 7″)  |
| Cantabria   | Beatriz Durán Ramírez            | 19   | 1,80 m (5′ 11″) |
| Castellón   | Tópaz Brito Fernández            | 25   | 1,71 m (5′ 7″)  |
| Ceuta       | Verónica Vargas de la Rosa       | 20   | 1,78 m (5′ 10″) |
| Ciudad Real | Elizabeth Peralta Acosta         | 18   | 1,77 m (5′ 10″) |
| Córdoba     | Raquel Rodríguez Hidalgo         | 20   | 1,78 m (5′ 10″) |
| Cuenca      | María Ángeles Vargas Durán       | 20   | 1,76 m (5′ 9″)  |
| Gerona      | Nereida Vázquez Sobrequés        | 26   | 1,74 m (5′ 9″)  |
| Granada     | Cynthia de la Rosa Matos         | 19   | 1,78 m (5′ 10″) |
| Guadalajara | Jéssica Morel Feliz              | 22   | 1,73 m (5′ 8″)  |
| Guipúzcoa   | Ana María Méndez Txueka          | 18   | 1,73 m (5′ 8″)  |
| Huelva      | Isabel Morillo Severino          | 21   | 1,80 m (5′ 11″) |
| Huesca      | María del Carmen Ramírez Vásquez | 21   | 1,76 m (5′ 9″)  |
| Jaén        | Sussanna Báez Severino           | 18   | 1,75 m (5′ 9″)  |
| La Coruña   | Raychel Vargas de la Cruz        | 25   | 1,73 m (5′ 8″)  |
| La Rioja    | Ana María Tejeda Báez            | 20   | 1,72 m (5′ 8″)  |
| Las Palmas  | Amanda López Rosario             | 23   | 1,81 m (5′ 11″) |
| León        | Iris Agnés Rosario Santana       | 22   | 1,80 m (5′ 11″) |
| Lérida      | María José Simó López            | 18   | 1,71 m (5′ 7″)  |
| Lugo        | Cristina Reynoso Peralta         | 22   | 1,74 m (5′ 9″)  |
| Madrid      | María José Rodríguez Romero      | 20   | 1,83 m (6′ 0″)  |
| Málaga      | Xiomara Martínez Paulino         | 23   | 1,78 m (5′ 10″) |
| Melilla     | Verónica Plaza                   | 19   | 1,80 m (5′ 11″) |
| Murcia      | María Asunción García            | 20   | 1,72 m (5′ 8″)  |
| Navarra     | Laura Sánchez Ramírez            | 20   | 1,75 m (5′ 9″)  |
| Orense      | Ana Carolina Batista Beltré      | 20   | 1,75 m (5′ 9″)  |
| Palencia    | Elisabeth García Domínguez       | 26   | 1,72 m (5′ 8″)  |
| Pontevedra  | Martina Castro Gutiérrez         | 20   | 1,80 m (5′ 11″) |
| Salamanca   | Sonia Ramos Reyes                | 21   | 1,77 m (5′ 10″) |
| Segovia     | Isabela Peguero Torre del Alba   | 19   | 1,81 m (5′ 11″) |
| Sevilla     | Aleyda Hernández Mercedes        | 24   | 1,83 m (6′ 0″)  |
| Soria       | Martha Almonte Martín            | 20   | 1,76 m (5′ 9″)  |
| Tarragona   | Wanda de Jesús Hernández         | 20   | 1,78 m (5′ 10″) |
| Tenerife    | Pilar de Moya Santo Domingo      | 18   | 1,84 m (6′ 0″)  |
| Teruel      | María Daniela Ruíz Batista       | 23   | 1,82 m (6′ 0″)  |
| Toledo      | Inés Mariel García Herrera       | 24   | 1,76 m (5′ 9″)  |
| Valencia    | Mónica Núñez Bautista            | 22   | 1,83 m (6′ 0″)  |
| Valladolid  | Josefina González Brito          | 24   | 1,83 m (6′ 0″)  |
| Vizcaya     | Ana Josefa Morillo Xalantegui    | 18   | 1,80 m (5′ 11″) |
| Zamora      | Penélope Javier Álvarez          | 20   | 1,79 m (5′ 10″) |
| Zaragoza    | Joanna Ximénez Herrera           | 18   | 1,74 m (5′ 9″)  |